# 宋旻淳
宋 旻淳（ソン・ミンスン、朝鮮語: 송민순、1948年7月28日 - ）は大韓民国の外交官、政治家。大統領統一外交安保政策室長（2006年）、第34代大韓民国外交通商部長官（2006年 - 2008年）、第18代大韓民国国会議員（2008年 - 2012年）を歴任した。

## 経歴

### 幼年期と学生時代（1948年-1975年）
1948年に慶尚南道の晋陽郡（現在の晋州市）で生まれた。馬山高等学校を卒業し、1975年ソウル大学校でドイツ文学を専攻。 1975年第9回外務考試に合格し、同年9月外務部（現在の外交部）に入った。

### 政務（1975年9月-2008年2月）

#### 外交通商部（1975年-2006年)
1975年に外務部に入った後、西ドイツ・インド・アメリカ合衆国・シンガポールの大使館に外交官として務めた。その後は、安全保障課長、北米局長、駐ポーランド大使、企画管理室長、次官補などを歴任した。
特に、韓米間の軍事、安全保障の交渉で、外交的手腕を発揮した経歴が目立つ。 1989年～1991年の安保課長在職時に、韓米駐屯軍地位協定（以下SOFA）の第一次改正交渉の実務代表として、刑事裁判管轄権を返還するなどの成果を出すことに寄与した。また、1999年-2000年の北米局長として、SOFA 2次改正交渉の韓国側首席代表を務め、刑事裁判手続きの改善、環境条項の新設など、7つの分野の不平等条項の削除を含んだ協定の改善を成した。 2000年12月の韓米ミサイル交渉では、ミサイル技術管理体制（MTCR）の交渉を導き出す、韓国の安全保障の要求に必要なレベルのミサイル開発ができるようにした。
多国間の交渉でも、優れた交渉力を発揮した。 1999年のジュネーヴ4者協議（韓国・北朝鮮・アメリカ・中国）では、次席代表として朝鮮半島の平和体制交渉を主導した。また、2005年の次官補を務め、当時、韓国側の6カ国協議の首席代表を務めた。 7月と9月の2回にわたって行われた第4回6カ国協議で、各国の異なる利害関係を調整して出すことで、"9.19共同声明"採択の中心的な役割を務めた。

#### 大統領統一外交安保室長（2006年）
2006年1月から11月の大統領統一外交安保政策室長を務めた。主に韓国政府の統一・外交・国防政策業務と関連して大統領を補佐し、関係部處との協議∙調整の役割を実行した。
外交分野では、アメリカ、中国、日本などとの首脳会談で朝鮮半島関連の主な懸案意見の調整過程で大統領を補佐している。統一部は北朝鮮のミサイル発射（7月）、核実験（10月）への取り組みのプロセスでは、韓国政府が、落ち着いた対応基調を維持しながら打開策を出るようにした。安全保障分野では、龍山基地移転、射撃場、米軍基地の環境汚染除去の問題や戦時作戦統制権転換の問題など、韓米間の安全保障の軍事的な懸案を扱い、政策調整の役割を実行した。
これ以外にも、ライス米国務長官と中国外交部長など、6カ国協議の関連国の外務大臣など他の国の首席代表とも幅広く、円満な関係を維持することで、6カ国協議の再開と進展のために努力した。

#### 第34代外交通商部長官（2006年-2008年）
2006年12月から2008年2月までの間、第34代外交通商部長官を務めた。豊かな外交経験と幅広い国際的な人的ネットワークを基に6カ国協議の進行などの仕事を立派に実行した。創造的な妥協を引き出す交渉力、組織を効率的に導いていくリーダーシップなどをもとに、外交部職員の拡充など、部内の業績も形成しながら、外交通商部長官の役割を忠実に履行した。

### 第18代国会議員（2008年6月 - 2012年）
2008年6月の第18代総選挙に民主党から出馬、当選（比例代表）。国会では外交通商統一委員会に所属し、外交・通商・統一・安全保障などの議院活動を中心に活動した。
まず、政府開発援助（ODA）、国連平和維持活動（UN PKO）などの重要な外交政策課題に対する法律上の改善に努めている。また適切な職業訓練を受けられない脱北者の定着の問題を指摘し、訓練期間が8週に決まっている現行法を最低1年の間で、多様で専門的な教育プログラムを提供することに改正することを提案した。

#### 主な代表発議法律案
国際連合の平和維持活動の派遣手続き法案
世界の平和と人類共栄に貢献するという憲法の精神を具現し、憲法第5条第1項に命じている国際平和の維持のための国民の努力を制度的に促進するため、‘国会の同意を前提とする暫定合意権’を政府に付与することで、憲法の第60条第2項の国会同意権を尊重すると共に、国際連合平和維持活動へのより積極的に参加しようとする。
公的開発援助の基本法案
開発援助委員会の国々の平均にも満たないODA絶対規模の拡大、割合が高過ぎる有償援助と拘束性援助などの質的な問題の改善、部處別に分解された執行システムの調整など、韓国のODAの問題点を先進供与国に適合する方向に改革できる制度的枠組みを設ける。

### 回顧録事件
2016年に宋は回顧録『氷河は動く』を出版したが、2007年国連総会北朝鮮人権決議案での韓国の棄権は翌年の大統領選挙の候補者・文在寅が指示した北朝鮮との接触によるものだという内容の記述が政治的な論争を起こした。回顧録によれば、2007年の国連投票を前に、盧武鉉政権内部では賛成と棄権をめぐって意見が分かれた状況であったが、当時大統領秘書室長だった文在寅は北朝鮮との接触を指示したため、北朝鮮との事前協議を経て、韓国は投票時に棄権した。一方、文はこれについて否定し、文陣営側は宋を公職選挙法違反として検察に告発した。検察側の調査によるとその棄権は北朝鮮との接触前に既に盧武鉉政権内部で決められたことだが、宋はそれが最終決定ではないと誤解したため回顧録でそういうふうに書いた。しかし、宋は意図的に間違った事実を公表したのではないため、最終的に検察側は嫌疑なしとした。なお、北朝鮮側は宋の回顧録の内容も、文在寅による「事後通報があった」という主張も否認し、「『人権決議案』に関する意見の問い合わせも、棄権するという立場の知らせもなかった」と反論した。

## 学歴
- 馬山高等学校
- ソウル大学校 独語独文学科 卒業

## 略歴
- 1975年：外務部（当時）に入る。
- 1989年：外務部安保課長。
- 1991年：外務部北米課長。
- 1994年：アメリカハーバード大学国際問題研究所研究員。
- 1995年：外務部米洲局北米審査官。
- 1997年：外務部長官補佐官、大統領国際安保秘書官、外交通商部北米局長。
- 2001年：駐ポーランド大使館大使。
- 2004年：外交通商部企画管理室長。
- 2005年～2006年：外交通商部次官補。六者協議韓国首席代表。
- 2006年1月：大統領秘書室統一外交安保政策室長。
- 2006年9月：韓米首脳会談随行、陪席。
- 2006年11月1日：外交通称部長官に内定。
- 2006年12月1日～2008年2月29日：外交通商部長官。
- 2008年4月～2012年5月：第18代国会議員（民主党→民主統合党、比例代表）。

## 叙勲
- 2008年6月 青条勤政勲章
- 2003年9月 功労十字勲章（ポーランド）
- 1991年9月 勤政褒章